# Labyrinth (videogioco 1986)
Labyrinth è un videogioco di genere avventura grafica pubblicato nel 1986 per i computer Apple II, Commodore 64, MSX e PC-88. Sviluppato dalla Lucasfilm Games (oggi LucasArts) e pubblicato dalla Activision, il gioco è ispirato al film Labyrinth - Dove tutto è possibile, diretto da Jim Henson, prodotto da George Lucas e interpretato da David Bowie. 
Si tratta della prima avventura grafica prodotta dalla LucasArts, anche se per le sue caratteristiche e la natura ibrida si discosta nettamente dai giochi dello stesso genere che seguiranno negli anni a venire. A capo del progetto ci fu David Fox.

## Trama
Il giocatore si trova ad interpretare un adolescente che, durante la visione del film Labyrinth in un cinema, viene trasportato dal Re dei Goblin Jareth all'interno della pellicola stessa. Scopo del gioco è quello di uscire dal labirinto in cui il ragazzo viene intrappolato. Nel corso dell'avventura il protagonista incontrerà e interagirà con diversi personaggi apparsi nel film.

## Modalità di gioco
Pur essendo generalmente considerata un'avventura grafica, Labyrinth presenta diverse modalità di gioco. La prima parte è un'avventura testuale, durante la quale viene chiesto al giocatore quale siano il suo nome e il suo sesso. Una volta terminata questa sezione (che copre l'arrivo del protagonista nel cinema e l'inizio della visione del film), comincia un'avventura grafica con visuale in terza persona. Nel corso del gioco sono presenti anche sezioni arcade e d'azione, che si aggiungono alla classica struttura a enigmi delle avventure grafiche. Il gioco è a tempo: si hanno a disposizione tredici ore per portarlo a termine.
Il motore di gioco utilizzato nella maggior parte delle avventure della LucasArts, lo SCUMM, era ancora in fase di sviluppo quando Labyrinth fu pubblicato (il primo gioco ad utilizzarlo sarà il successivo Maniac Mansion). Dal momento che i sistemi che ospitavano il gioco non avevano il mouse di serie, il giocatore muove il protagonista con il joystick, mentre con la tastiera scorre un menù visibile nella parte bassa dello schermo e organizzato su due colonne: in quella di sinistra trovavano posto i verbi, in quella di destra i nomi di oggetti o persone; combinandole insieme, si consentiva al giocatore di compiere azioni e risolvere enigmi.

## Sviluppo
Labyrinth è il primo videogioco sviluppato dalla LucasArts su ispirazione di un film prodotto dalla Lucasfilm; alcuni precedenti giochi basati sulla licenza di Star Wars, infatti, erano stati affidati a sviluppatori di terze parti. Il progetto è stato diretto da David Fox (successivamente autore di Zak McKracken and the Alien Mindbenders); tra i programmatori spicca il nome di Noah Falstein (che successivamente curerà per la LucasArts due avventure grafiche ispirate al mondo di Indiana Jones). Tra i nomi dei collaboratori si può notare quello di Douglas Adams, autore della Guida galattica per gli autostoppisti. 
Il gioco non è mai stato tradotto in italiano.
Dallo stesso film è stato tratto anche un videogioco per Nintendo Famicom, che però non è mai stato distribuito al di fuori del Giappone.